# Saint-Aubert-sur-Orne
Saint-Aubert-sur-Orne foi uma comuna francesa na região administrativa da Normandia, no departamento Orne. Estendia-se por uma área de 9,69 km². Em 2010 a comuna tinha 114 habitantes (densidade: 11,8 hab./km²).
Em 1 de janeiro de 2016, passou a formar parte da nova comuna de Putanges-le-Lac.